# Utilisabilité

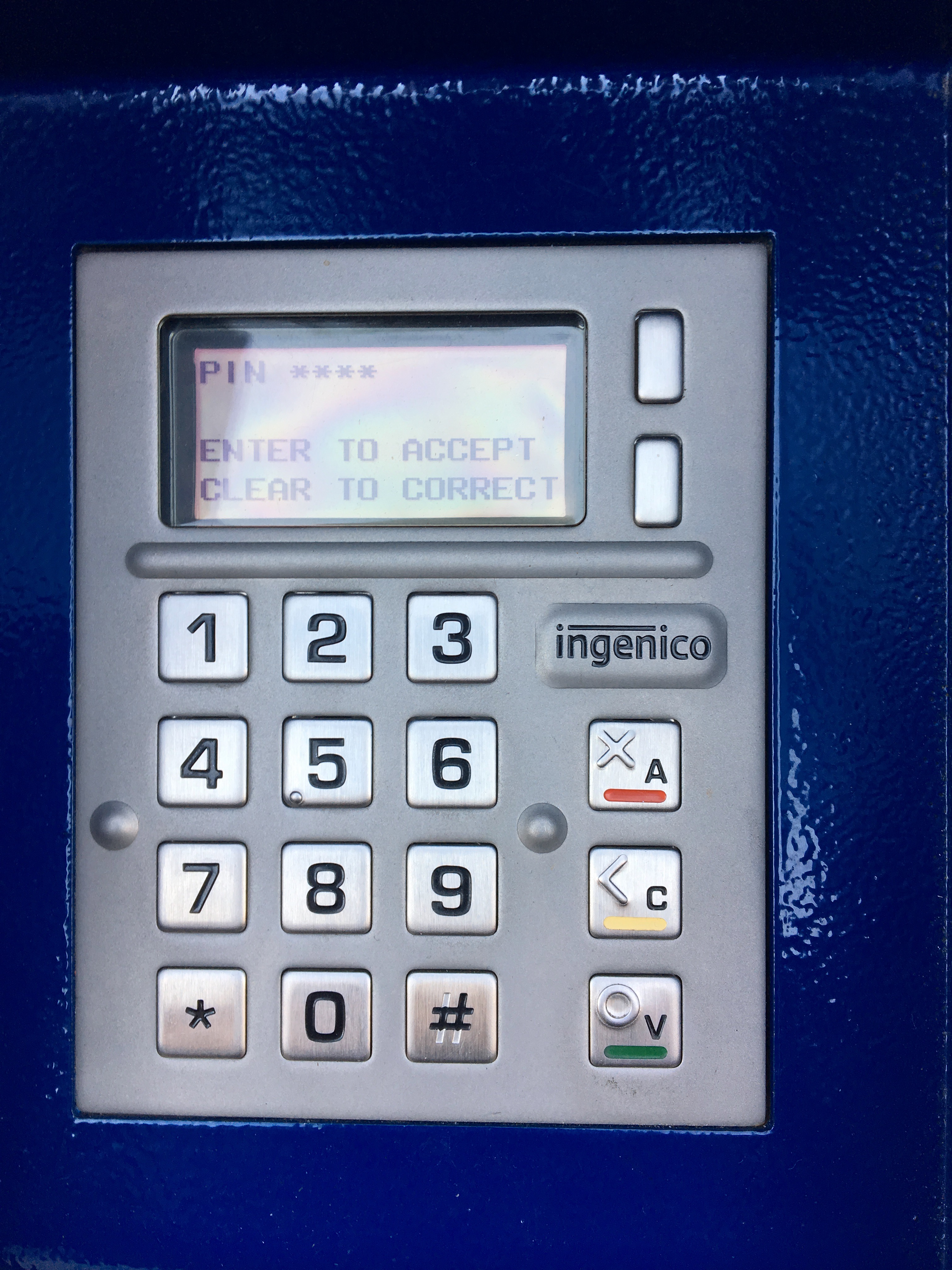
Exemple de mauvaise utilisabilité : sur ce terminal de paiement par carte, l'écran demande à l'utilisateur d'appuyer sur «Enter» pour accepter, mais aucun bouton «Enter» n'est disponible.

L’utilisabilité, ou encore aptitude à l'utilisation est définie par la norme ISO 9241-11 comme « le degré selon lequel un produit peut être utilisé, par des utilisateurs identifiés, pour atteindre des buts définis avec efficacité, efficience et satisfaction, dans un contexte d’utilisation spécifié ».
C'est une notion proche de celle d'affordance, ou même d’ergonomie qui est cependant plus large.
Les critères de l’utilisabilité sont :
- l’efficacité : le produit permet à ses utilisateurs d’atteindre le résultat prévu.
- l’efficience : atteint le résultat avec un effort moindre ou requiert un temps minimal.
- la satisfaction : confort et évaluation subjective de l’interaction pour l’utilisateur.

## Utilisabilité et ergonomie
On peut comparer cette définition à celle proposée en 2000 par l'IEA (International Ergonomics Association) qui définit « l’ergonomie » (ou human factors) comme : « la discipline scientifique qui vise la compréhension fondamentale des interactions entre les humains et les autres composantes d’un système, et la profession qui applique principes théoriques, données et méthodes en vue d’optimiser le bien-être des personnes et la performance globale des systèmes ». On retrouve ici les notions de performance et de bien-être. Bien qu’implicite on peut considérer que la notion d’efficience n’a jamais été absente que ce soit à travers les notions de charge de travail ou à travers la préoccupation permanente de l’ergonomie industrielle de faire coïncider ses propositions d’amélioration des situations de travail avec le maintien ou l’amélioration de la productivité.
La différence principale réside dans l’origine de ces notions. Alors que l’ergonomie est principalement issue d’une préoccupation d’amélioration des conditions de travail, l’utilisabilité est plus proche des démarches qualité. Ces deux courants peuvent se rejoindre, dans la mesure où un logiciel utilisable est potentiellement un meilleur outil s’il doit être utilisé dans une situation de travail. On peut cependant relever l’absence de la santé-sécurité des préoccupations explicites de l’utilisabilité. (Ces notions sont reprises dans la norme NF EN 62366, plus spécifique car relative à l'ingénierie de l'aptitude à l'utilisation des dispositifs médicaux). Une autre différence réside dans le fait que la littérature sur l’utilisabilité ne semble pas particulièrement faire de distinction entre travail et non-travail et applique volontiers les mêmes méthodes à toutes sortes d’ « activités orientées » (purposeful activities) qu’il s’agisse d’un achat en ligne ou d’un Intranet, d’une console de jeu ou d’un système de téléphonie en entreprise.

## Utilisabilité et utilité
Nielsen (1994) situe le concept d’utilisabilité au sein d’un concept plus large d’acceptabilité d’un système. Il décrit ce modèle par un arbre où l’acceptabilité d’un système se divise en acceptabilité pratique et sociale. L’acceptabilité pratique englobe à son tour un certain nombre de caractéristiques dont la fiabilité, les performances et l’utilité (usefulness). À la suite de Grudin (1992), Nielsen divise ensuite cette utilité en utility et usability (utilisabilité). Ce modèle met en évidence l’importance de l’utilisabilité pour l’acceptation (et donc le succès) d’un système tout en soulignant que ce n’est qu’un composant de cette acceptabilité. Un autre aspect important est la distinction entre utility et usability. Autrement dit, l’ergonome doit-il se préoccuper de savoir si le système au développement duquel il participe sert à quelque chose ou doit-il simplement se contenter d’optimiser ce système sans se soucier de la pertinence des buts proposés ?
Un système peut respecter tous les critères d’utilisabilité mais être inutile. C'est l'adéquation entre l'activité et l'outil qui permettra de dire que cet outil est utile.
Les méthodes d'analyse de l'activité nous permettent de cerner quelles fonctionnalités doit fournir l'application, autrement dit quelles fonctionnalités sont utiles.
Un système de bonne qualité ergonomique devra être à la fois utile et utilisable.

## Caractéristiques d'un système utilisable
Nielsen décompose également le concept d’utilisabilité en cinq caractéristiques majeures d’un système utilisable. L’efficience (efficient to use) et la satisfaction (subjective satisfaction) se retrouvent telles quelles dans la norme ISO 9241. La facilité d'apprentissage (easy to learn), la facilité d'appropriation (easy to remember) et la fiabilité (few errors) peuvent être considérées comme des composantes de l’efficacité. Selon Nielsen (1994) et Mayhew (1999), une démarche d’amélioration de l’utilisabilité doit décider lesquels de ces critères sont plus importants. En particulier, la facilité d’apprentissage et l’efficience peuvent être des objectifs contradictoires. Il convient donc de savoir si l’outil développé s’adresse plutôt à des utilisateurs novices et ponctuels ou à des experts.
Ce problème rejoint un autre aspect de la définition rappelée au début de cet article, l’insistance sur l’existence d’ « utilisateurs identifiés », de « buts définis » et d’un « contexte d’utilisation spécifié ». Le monde de l’utilisabilité est seulement en train de prendre la pleine mesure de l’importance de ce contexte d’utilisation par le biais de méthodes comme le contextual design, ou de l’intérêt pour l’ethnologie, la cognition située et distribuée et la théorie de l'activité. On peut rapprocher cette évolution de la distinction opérée par de Montmollin entre une ergonomie du facteur humain et une ergonomie de l’activité, l’utilisabilité incorporant progressivement des éléments de la seconde.

## Mesure de l'utilisabilité d'un système
Des échelles psychométriques de la perception par les utilisateurs d'un système de son utilisabilité existent depuis les années 1990 : citons le System Usability Questionnaire d'IBM et le System Usability Scale, ou SUS. Un article de 2016 fait une recension plus complète de ces outils.